# بيكيسكسابا
بيكيسكسابا (بالإنجليزية: Békéscsaba)‏ هي بلدة تتمتع بحقوق مقاطعة هنغاريا، تتبع Békéscsaba District ‏، هي عاصمة Békéscsaba District ‏، بلغ عدد سكانها 61046  نسمة، في 1 يناير 2013، تبلغ مساحتها 193930000 متر مربع، رمزها البريدي هو 5600.

## مدن توأم
المدن التوأم:
- ترنتشين
- Beiuș [الإنجليزية]‏
- Salonta [الإنجليزية]‏
- فيتنبرغ
- ميكيلي
- Skoczów [الإنجليزية]‏
- بينزا
- زرنجانین
- Odorheiu Secuiesc [الإنجليزية]‏
- أوجهورود.

## أعلام
- بينس زابو
- كارولي بالوتاي
- ميهالي فاشاش
- إينيكو ميهاليك
- فيكتور إردوش
- أدولف شتارك